# 天通苑北駅
天通苑北駅（てんつうえんきたえき）は中華人民共和国北京市昌平区に位置する北京地下鉄5号線の駅である。

## 歴史
- 2007年10月7日 - 開業。

## 駅構造

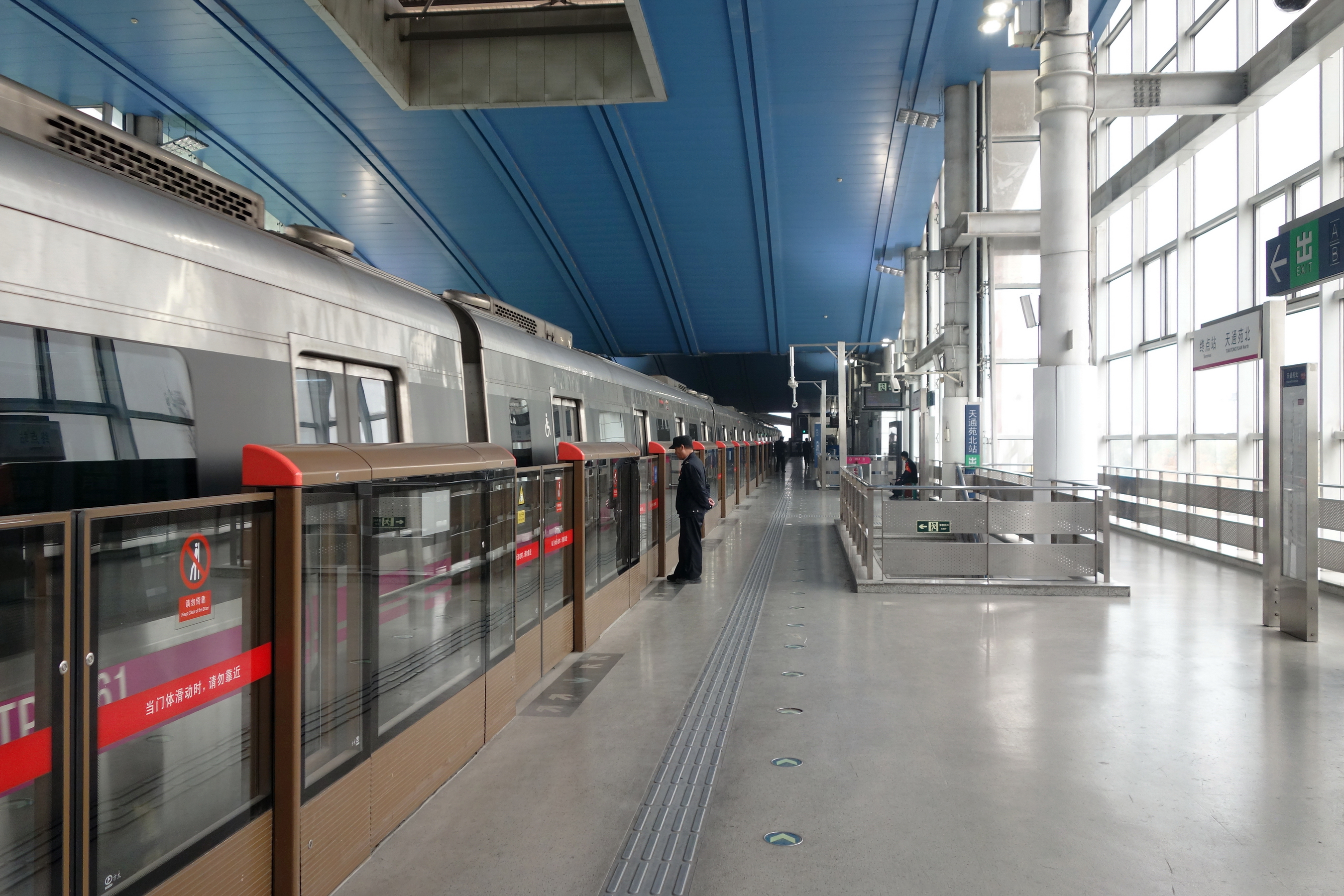
ホーム

相対式ホーム2面2線の高架駅。

## 駅周辺
- 天通苑北交通枢紐（中国語版）

## 隣の駅
北京地下鉄
■5号線
天通苑北駅 - 天通苑駅
座標: 北緯40度04分56秒 東経116度24分24秒 / 北緯40.08211度 東経116.40679度